# Odelsk (gmina)
Odelsk (od 1945 Babiki) – dawna gmina wiejska istniejąca do 1944 roku w woj. białostockim. Nazwa gminy pochodzi od miasta Odelska, który do 1934 roku stanowił odrębną gminę miejską, jednakże siedzibą gminy była wieś Babiki.
W okresie międzywojennym gmina Odelsk należała do powiatu sokólskiego w woj. białostockim. 13 czerwca 1934 roku do gminy przyłączono pozbawiony praw miejskich Odelsk. 
Po wojnie zachodnia połowa obszaru gminy Odelsk pozostała w Polsce: Babiki, Bilminy, Chmielewszczyzna, Harkawicze, Horczaki, Miszkieniki Wielkie, Suchynicze, Szczęsnowicze, Usnarz Górny, Wojnowce, Zaśpicze, Zubrzyca Mała i Zubrzyca Wielka (grunty gromad Bilwiny, Harkawicze, Wojnowce, Zaśpicze i Zubrzyca Mała zostały przecięte linią graniczną). Polską część przedwojennej gminy Odelsk przekształcono w gminę Babiki (od nazwy jej siedziby).
Natomiast wschodnia połowa, która znalazła się poza linią graniczną, weszła w skład Związku Radzieckiego (obecnie na Białorusi): Czarnowszczyzna, Dębowa Nowa, Dębowa Stara, Grzebienie, Kolonia Izaaka, Łużki, Odelsk, Skroblaki i Usnarz Dolny. Przejściowo do ZSRR włączono także gromady Jurowlany, Klimówka, Minkowce, Nomiki i Tołcze, lecz po zmianie granicy państwowej w 1947 roku powróciły one wraz z miejscowością Grzybowszczyzna z dawnej gromady Usnarz Dolny do Polski i tam dołączone zostały do gminy Babiki, oprócz Tołcza, które włączono do gminy Kuźnica.